# Meeting de Atletismo Madrid
O Meeting de Atletismo Madrid é um meeting de atletismo que se desenrola todos os anos em Madrid, Espanha, desde 1982. Faz parte atualmente da IAAF World Challenge e é sediado no Estadio de Vallehermoso, em regra acontece sempre em julho.